# Libro del desasosiego
El Libro del desasosiego (en portugués, Livro do Desassossego), escrito por Fernando Pessoa bajo el heterónimo de Bernardo Soares, es la obra en prosa más importante del poeta portugués.

## Características
La obra consta de más de quinientos fragmentos de diario, aforismos y divagaciones sobre cuestiones cotidianas y filosóficas generales que Pessoa redactó entre los años 1913 y 1935, fecha en la que falleció dejando los textos en completo desorden. Las indicaciones presentes en los manuscritos estaban completamente dispersas y en algunos casos hasta eran contradictorias. El Libro del Desasosiego se presenta como la autobiografía de Bernardo Soares.
De dicho personaje, afirmó Pessoa que se trataba de un «semiheterónimo porque no siendo su personalidad la mía, es no diferente de la mía, sino una mutilación de ella. Soy yo, menos el raciocinio y la afectividad».

He nacido en un tiempo en que la mayoría de los jóvenes había perdido la creencia en Dios, por la misma razón que sus mayores la habían tenido: sin saber por qué. Y entonces, porque el espíritu humano tiende naturalmente a criticar porque siente, y no porque piensa, la mayoría de los jóvenes ha escogido a la Humanidad como sucedáneo de Dios. Pertenezco, sin embargo, a esa especie de hombres que están siempre al margen de aquello a lo que pertenecen, no ven sólo la multitud de la que son, sino también los grandes espacios que hay al lado. Por eso no he abandonado a Dios tan ampliamente como ellos ni he aceptado nunca a la Humanidad. He considerado que Dios, siendo improbable, podría ser; pudiendo, pues, ser adorado; pero que la Humanidad, siendo una mera idea biológica, y no significando más que la especie animal humana, no era más digna de adoración que cualquier otra especie animal. Este culto de la Humanidad, con sus ritos de Libertad e Igualdad, me ha parecido siempre una resurrección de los cultos antiguos, en que los animales eran como dioses, o los dioses tenían cabezas de animales.
Fernando Pessoa

## Valoraciones
Según Ángel Crespo, editor de la obra en castellano y uno de los máximos conocedores del poeta portugués, el germen de la obra se encuentra en un escrito que Pessoa publicó en la revista A Águia, en 1913, titulado "Na Floresta do Alheamento" ("En la floresta de la enajenación"). En 1914, aclara Crespo, acababan de surgir los principales heterónimos de Pessoa, pero ninguno de ellos se identificaba con el autor de "En la floresta...". El Libro del desasosiego fue en principio obra ortónima para Pessoa.
Lo que plantea el libro con toda claridad, sigue Crespo, es el problema de la doble personalidad que arranca de los románticos alemanes: Goethe, Novalis, Hölderlin... Pessoa al principio, en sus propias palabras, se veía obligado a trabajar en la obra debido a un estado de «abulia absoluta», aunque todo lo que le salían eran fragmentos. Crespo, por tanto, destaca tres circunstancias en relación con el surgimiento de la obra: la primera, el carácter fragmentario de la personalidad del autor y su imposibilidad para escribir otra cosa; la segunda, que la obra es ortónima (es decir, pessoana) en origen; y la tercera, el «estado de no-ser»: estas tres características, pese a la evolución estilística registrada en años sucesivos, se mantendrán invariables. En cuanto al problema de la autoría, Crespo resume que el autor principal, Bernardo Soares, puede considerarse «una literaturización del Pessoa ortónimo»; la dificultad para hacer del autor de la obra un ortónimo deriva sin duda de la calidad de intermitente diario íntimo que tiene la casi totalidad de los fragmentos. Las coincidencias entre Pessoa y Soares se cifran en que ambos sufren por su inadaptabilidad a la realidad vulgar, incluso su repudio de ella; coincidencias también en sus hallazgos sintácticos; los paisajes urbanos de ambos y sus respectivos trabajos; sus reacciones ante la sociedad, su soltería, su vida de alquilados...
Respecto a las dificultades de su traducción, afirma Crespo: «[...] el lenguaje del Libro del desasosiego es, en ocasiones, un idiolecto que tiende a lo secreto, a lo incomunicable, y que, debido a ello, bordea también, en ocasiones, la intraducibilidad. El individualismo de Bernardo Soares, su retraimiento ante los demás, su falta de solidaridad con ellos, y sobre todo su dolor individual –factor, este del dolor, al que Wittgenstein atribuye gran importancia como causa de los lenguajes secretos–, inclinan a Pessoa a crear un lenguaje casi privado, un lenguaje "in isolation" que tiene, según el autor recién citado, algo del juego de los solitarios; y Pessoa se refiere precisamente a este libro como a un juego de solitarios».
El crítico estadounidense George Steiner escribió sobre la obra:
«Lo fragmentario, lo incompleto pertenecen a la esencia del espíritu de Pessoa. El caleidoscopio de voces dentro de él, la amplitud de su cultura, su irónica simpatía católica –que resonaron maravillosamente en la gran novela de Saramago sobre Ricardo Reis– inhiben la grandeza, la autosatisfacción de la obra terminada. De ahí el enorme torso del Fausto pessoano en el que trabajó gran parte de su vida. De ahí la condición fragmentaria de El libro del desasosiego que contiene material que es anterior a 1913 y que Pessoa dejó abierto al morir. Según la famosa sentencia de Adorno, la obra terminada es, en nuestro tiempo y en este clima de angustia, una mentira.
Fue a Bernardo Soares a quien Pessoa atribuyó su Libro del desasosiego, disponible en inglés por primera vez en 1991, en una versión acortada a cargo de Richard Zenith. La traducción es a la vez penetrante y delicadamente observadora de la astuta melancolía pessoana. ¿Qué es este Livro do Desassossego? Ni un "libro corriente", ni "libro de esbozos", ni "florilegio". Imagínese una fusión de los libros de notas y marginalia de Coleridge, con el diario filosófico de Valéry y con el voluminoso diario de Robert Musil. Sin embargo, incluso un híbrido tal no se corresponde con la singularidad de la crónica pessoana. Tampoco sabemos qué partes del mismo, si es que hubo alguna, intentó publicar seriamente alguna vez».
El escritor español Andrés Trapiello describe la obra como «extraordinaria, compleja y bellísima», añadiendo: «Para muchos no hay ninguna duda de que se trata de un diario íntimo, como íntimos son el de Juan de Mairena o los Pasajes de Walter Benjamin, que en tantos aspectos se le parecen. Pero también podemos considerarlo una novela. No se trata, claro, de una atribución interesada. Lo dice él mismo: "Mi ideal sería vivir todo en forma de novela". El argumento es sencillo: un hombre oscuro que trabaja en una sombría oficina de la Rúa dos Douradores a las órdenes de un patrón idiota mira el mundo desde su insignificancia social y personal, pero también desde su extrema lucidez y agudeza. "Toda la literatura consiste en un esfuerzo para hacer real la vida", dirá como una criatura cervantina.
Y a partir de ese punto, ese hombre busca la manera de estar en un mundo que no es el suyo, sabiendo que no tiene otro. Se llama a sí mismo "sagrado transeúnte" y no se cansa de repetir, como nuestro Segismundo, que "toda la vida es un sueño". Podríamos pensar que hablamos de metafísica, pero si alguien detesta la metafísica es Soares: "Siempre me pareció", dice, "una forma prolongada de locura latente". Y por esa razón, para no parecerse a ninguno de quienes tanto daño le hacen sin saberlo, adopta el que podría ser su lema: "Vivir es ser otro"».

## Ediciones
Los textos se publicaron por primera vez en 1982 a cargo de un equipo de estudiosos portugueses, encabezado por Jacinto do Prado Coelho y secundado por Maria Aliete Galhoz y Teresa Sobral Cunha. Los primeros intentos de edición datan de mucho antes, de 1960. En castellano, la primera edición se fecha en 1984, y corrió a cargo del citado poeta y crítico Ángel Crespo, que ya había editado varios poemas de Pessoa bajo el título El poeta es un fingidor. El estudioso portugués Eduardo Lourenço manifestó sobre esta edición: «[...]en portugués era un laberinto de fragmentos. Crespo lo convirtió en un libro-libro y abrió una nueva recepción internacional, la segunda vida de Fernando Pessoa, su conversión en un autor mítico y mágico que es leído en todo el mundo».
Según la esposa de Crespo, Pilar Gómez Bedate, la lectura que hizo aquel de esos fragmentos fue la de un diario íntimo del propio Pessoa, según expone Crespo en su prólogo de 1984. Las modificaciones que introdujo Crespo al texto portugués fueron: 1. Supresión de los textos preliminares. 2. Desplazamiento de diversos textos para ambientar mejor culturalmente la obra desde el principio. 3. Exclusión de textos en verso. 4. Trasladar a un apéndice los textos que denominó Pessoa "Grandes Trechos".
En 1986, António Quadros publicó en Portugal una nueva edición que dividió los fragmentos en dos grandes fases de escritura, una que comienza hacia 1913 y la segunda en torno a 1930.

En 1991, Teresa Sobral Cunha publicó en Portugal una edición en dos volúmenes, atribuyendo el primero al heterónimo ‘Vicente Guedes’, y el segundo a ‘Bernardo Soares’. En 1998, el estudioso norteamericano Richard Zenith, en una nueva edición portuguesa, publicada en España por El Acantilado en 2002, con traducción de Perfecto Cuadrado, vuelve a atribuir toda la obra a Bernardo Soares. En esta edición, Zenith organiza el material alrededor de los textos de la última época, de forma que sirvan de esqueleto a la obra entera. Según Gómez Bedate, en cualquier caso y, dado que Pessoa dejó la obra como un puzle a ordenar, lo mejor es que salgan ediciones radicalmente diferentes «con la esperanza –al decir de Zenith– de que el lector invente la suya propia». La versión de Crespo, no modificada por él antes de fallecer, ha conocido ya 18 ediciones.

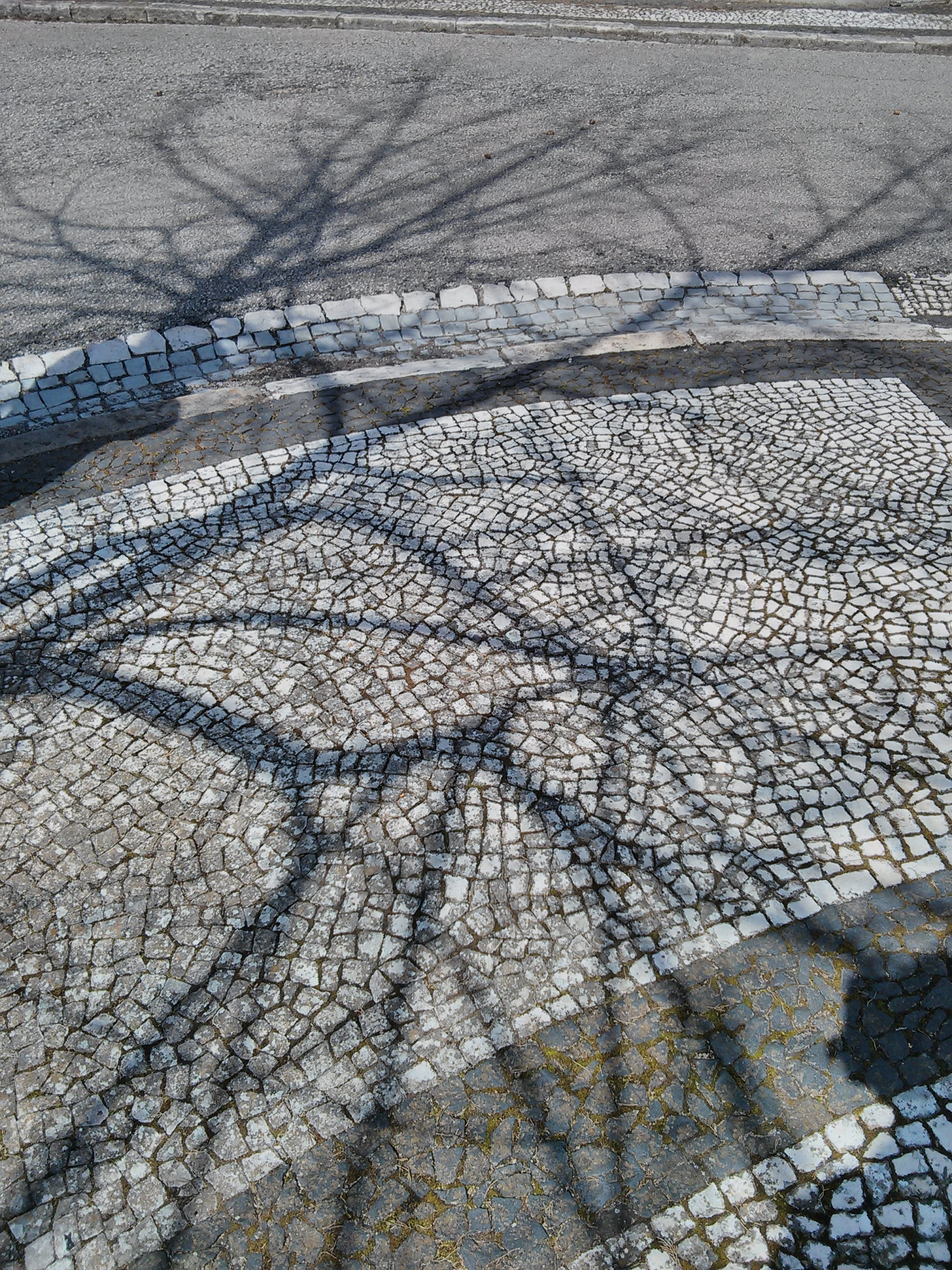
Lisboa

La edición que intenta ser definitiva de El Libro del desasosiego es del colombiano, Jerónimo Pizarro, que, en 2010, establece una datación posible o aproximada de prácticamente todos los fragmentos que constituyen el libro. Pizarro dice al respecto: “Mi mujer es portuguesa, estuve once años investigando a Pessoa en Portugal, lo sigo haciendo en Colombia, donde soy la representación del Instituto Camoes”. Pizarro fue autorizado por la Biblioteca Nacional de Portugal para acceder a todos los papeles de Pessoa y explica: “Me extendieron todos los documentos sobre las mesas, los manuscritos, los mecanografiados. Pude comparar tamaños de papel, colores de tintas, la cintas de las máquina de escribir…”. La nueva edición está también dividida en dos fases de escritura: la centrada entre 1913 y 1920 cuyo primer autor sería Guedes, y una segunda entre 1929 y 1934, protagonizada por Soares. Pizarro las diferencia así: “La lectura es más clara. La primera parte tiene un estilo simbolista-decadente, más esteticista, la segunda parte es más sobria y similar al dietario, aunque siempre sobre la reflexión del tedio y la inacción, la perplejidad ante la condición humana, el escepticismo y el elemento de unión de Lisboa, clave de la atmósfera del libro. Pessoa es Lisboa”. Pizarro explica así su cronología: “En los textos de la primera parte de El Libro del desasosiego, el que corresponde a 1913-1918, Pessoa nunca pone fechas. Es un diario simbolista, de paisajes, lagos, ninfas. En el segundo corpus, el que va de 1928 a 1934 todo está fechado. Es la parte centrada en la ciudad de Lisboa. La ciudad, su tiempo, su clima va absorbiendo todo el libro y se abandona absolutamente el simbolismo”. “El gran cambio es la organización cronológica de los textos, pero también su selección. El Desasosiego era un libro muy impuro. Se habían incluido textos que no escribió Pessoa. Es un libro canonizado antes de tiempo, en términos filológicos, que tenía textos que no le pertenecen y en un orden póstumo subjetivo. Muchos fragmentos no eran del libro, las ediciones portugueses varían entre 400 fragmentos y 700".

### Traducción
En 2000, el argentino Santiago Kovadloff completó la primera versión completa en castellano de este libro.